# Принцесса Тэру
Хигасикуни Сигэко (яп. 东久迩成子), до замужества принцесса Тэру (яп. 照宮成子内親王, Тэру-но-мия Сигэко, 6 декабря 1925 — 23 июля 1961) — старшая дочь и первый ребенок японского принца-регента Хирохито (впоследствии император Сёва) и его супруги принцессы Нагако (императрица Кодзюн). Сестра императора Акихито.

## Биография
Родившаяся в императорском дворце Акасака 6 декабря 1925 года в 20:10 принцесса Тэру была единственным ребенком наследного принца Хирохито, рождённым до вступления на императорский трон.
В 1932—1942 годах принцесса проходит обучение в школе знати — Гакусюин.
В 1941 году официально помолвлена с принцем Хигасикуни Морихиро, старшим сыном принца Хигасикуни Нарухико, жених приходился невесте двоюродным дядей. Официальная брачная церемония состоялась 13 октября 1943 года.

## Дети
В браке родилось пятеро детей:
1. принц Нобухико (10 марта 1945 года — 20 марта 2019 года), родился в домашнем бомбоубежище в самый разгар Токийской бомбардировки, с 1973 года был женат на Ёсико Симада;
2. принцесса Фумико (род. 23 декабря 1946 года), с 1968 года замужем за Кадзутоси Омура;
3. Хидехико (род. 30 июня 1949 года), не носил титул принца, так как родился после утраты титула родителями;
4. Наохико (род. 1953 год), 27 февраля 1978 года женился на Кадзуко Сато, двое сыновей, Терухико и Муцухико;
5. Юко (род. 1954).